# New Zealand Journal of Agricultural Research
New Zealand Journal of Agricultural Research is een internationaal, aan collegiale toetsing onderworpen wetenschappelijk tijdschrift op het gebied van de landbouwkunde. De naam wordt in literatuurverwijzingen meestal afgekort tot New Zeal. J. Agr. Res. Het wordt uitgegeven namens de Royal Society of New Zealand.